# حساسية
الحساسية أو التَّحَسُّسِيَّة أو الأَرَجِيَّة أو الألِرْجِيَّة أو الانْهِداف هي عدد من الحالات التي تنتج عن فرط تحسس جهاز المناعة من مواد في البيئة عادةً ما تكون غير ضارة. وتشمل هذه الأمراض حمى القش وأرجية الطعام والتهاب الجلد التأتبي والربو الأرجي والإعوار. وقد تشمل أعراض ظهورها التهاب الملتحمة التحسسي أو الطفح المثير للحك أو العطس أو سيلان الأنف أو ضيق النفس أو التورم. ويعتبر عدم تحمل الطعام والتسمم الغذائي حالات منفصلة.
هي تفاعلات غير مألوفة لجسم دون آخر تجاه مواد معينة، قد تكون المادة المؤرجة تقابل الجسم لأول مرة فترفع من حساسيته ليتفاعل ضدها بشدة، تكون أحياناً مميتة في تفاعل ثانٍ في المستقبل، كما في الحساسية الدوائية مثل الحساسية من البنسيلين تتطلب وقاية صارمة؛ فيخبر الطبيب المريض شفوياً قبل تحرير وصفته، وفي حالة إغمائه جرّاء حادثة مثلا تخبره بدلا عنه بطاقة يحملها دوما على صدره.
هناك الجسم الذي يُعرف بفرط الحساسية (وهذا وراثي غالبا: جسم حساسي) يطور حساسيته ويزيد تفاعله كلما التقى مع المهيج كحساسية الربو ضد القراديات أوحبات الطلع أو حساسية إكزيمة التي تزداد تدريجيا كلما تعرض الجلد للمادة المثيرة مثل الالإسمنت أو صابون.
في أغلب الحالات يكون ردُّ الفعل عن طريق أجسام مُضادَّة تُسمَّى (بالإنجليزية: Immunoglobuline E) IgE))‏ (غلوبيولين مناعي هـ) تُنْتَجُ عندما يشعر الجسمُ بوجود جسيمات مؤذية، حينها يحفّز (غلوبيولين مناعي هـ) الخلايا في أنحاء الجسم إلى إفراز موادَّ كيميائية كالهيستامين تقوم برد فعل مناعي قد يظهر بأكثر من شكل.

## الأسباب
يمكن تصنيف عوامل الخطر إلى فئتين رئيسيتين، عوامل متعلقة بالمضيف، وعوامل متعلقة بالبيئية. تشمل العوامل المتعلقة بالمضيف كلًا من الوراثة، والجنس، والعرق، والعمر، مع إعطاء الوراثة الأهمية الأكثر. وعوامل متعلقة بالبيئية وتشمل أربعة عوامل رئيسية، التعرض لبعض الأمراض المعدية أثناء الطفولة المبكرة، والتلوث البيئي، ومستويات الحساسية، والتغييرات الغذائية. على الرغم من ذلك، هناك مؤشرات لزيادة حدوث حالات الحساسية بصورة لا يمكن تفسيرها بالعوامل الوراثية ولا البيئية.

### الربـو والحساسية
يعد التعرض للمثيرات البيئية لدى الأفراد المعرضين للحساسية محفزًا رئيسيًا لالتهاب مجرى الهواء، وهي سمة مميزة في الأشخاص المصابون بالربو. على الرغم من أن المحفزات تحرض الالتهاب من خلال مسارات مختلفة، إلا أن التأثيرات الناتجة تؤدي جميعها إلى زيادة التهاب الشعب الهوائية. هناك علاقة قوية بين الحساسية والربو على سبيل المثال يرتبط التعرض لعث الغبار في السنة الأولى من العمر بالتطور اللاحق للربو، وقد ثبت أن التعرض لمسببات الحساسية تزيد من معدلات الإصابة بالربو، الحساسية وحدها مسؤولة نوبات الربو في 60-90٪ من الأطفال وفي 50٪ من البالغين. ما يقرب من 75-85 ٪ من مرضى الربو لديهم نتائج إيجابي لاختبار الجلد. يرتبط هذا التحسس عند الأطفال بنشاط المرض، فعلى الرغم من أن معظم المصابين بالربو يعانون من أعراض الحساسية، إلا أن بعض الأفراد يظهرون أعراضًا بمحفزات غير مسببة للحساسية. حوالي 3-10٪ من المصابين بالربو يستجيبون لمضادات الالتهابات غير الستيروئيدية. يعاني ما يقرب من 5-10٪ من المصابين بالربو من أمراض تنفسية ناجمة عن عوامل ترتبط بالمهنة.غالبًا ما تظهر الأعراض على العديد من الأفراد بعد التهابات الجهاز التنفسي الفيروسي.

### حساسية عث الغبار
حساسية عث الغبار، والمعروفة أيضًا باسم حساسية عث غبار المنزل، هي تفاعل تحسسي تجاه حشرات صغيرة توجد عادًة في غبار المنزل يطلق عليها العث المنزلي. وتعد من أنواع الحساسية الشائعة، ويمكن أن تثير ردود فعل تحسسية مثل الربو، والأكزيما، والحكة. تحتوي أمعاء حشرة العث على إنزيمات هضمية مثل الببتيديز 1 التي تطرحها في البراز، ويعد محرض رئيسي لردود الفعل التحسسية في حال استنشاقه.أيضًا يمكن أن يساهم الهيكل الخارجي لحشرة العث في تفاعلات الحساسية.

### الأطعمة
يمكن أن تسبب مجموعة واسعة من الأطعمة ردود فعل تحسسية، ولكن 90٪ من ردود الفعل التحسسية للأطعمة ناتجة عن فول الصويا، والبيض، والقمح، والفول السوداني، وجوز الشجر، والسمك، والمحار. يمكن اعتبار الحساسية الغذائية الأخرى، التي تؤثر على أقل من شخص واحد لكل 10,000 نسمة نادرة الحدوث.
قد تُحدث حساسية الطعام مضاعفات مهددة للحياة وتكون أكثر شيوعًا عند اقترانها بالربو.
تؤثر حساسية البيض على واحد من كل مائة طفل، ولكن يتغلب عليها حوالي ثلثي الأطفال في سن الخامسة. عادة ما تكون حساسية البيض تجاه البروتينات المتواجدة في البيض وليس الصفار.
يمكن إعتبار حساسية بروتين الحليب أكثر شيوعًا عند الأطفال. ما يقرب من 60٪ من تفاعلات بروتين الحليب يتوسطها الغلوبيولين المناعي هـ، و 40٪ يُعزى إلى التهابات القولون. بعض الأشخاص يظهرون حساسية ضد حليب الماعز والأبقار، والبعض الأخر ضد منتجات الألبان مثل الجبن. ما يقرب من 10 ٪ من الأطفال الذين يعانون من حساسية الحليب سيكون لديهم رد فعل تجاه اللحم البقري. يحتوي لحم البقر على كميات صغيرة من البروتينات الموجودة بكثرة في حليب البقر.
قد يُعاني الأشخاص المصابون بالحساسية من الجوز من حساسية تجاه حبة واحدة أو أكثر، بما في ذلك الجوز والفستق والصنوبر. بالإضافة إلى بذور السمسم وبذور الخشخاش التي تحتوي زيوتها عد بروتينات من شأنها أن تسبب ردود فعل تحسسية.

### حبوب اللقاح
حساسية حبوب اللقاح ينتج عنها انغلاق في قنوات الهواء الأنفية لأن الغلوبيولين المناعي هـ يحفّز الخلايا على إنتاج الـهيستامين الذي يؤدي إلى زيادة المخاط في الأنف، فيصبح التنفُّس عملية صعبة.
ينصح العلماء بتعريض الأطفال في صغرهم إلى الأطعمة المسببة للحساسية مثل زبدة الفول السوداني والبيض، ذلك لكي يتعرّف الجهاز المناعي هذه الموادَّ غيرَ المُضِرّة مبكرًا، حيث أظهرت الأبحاث أن الأطفال الذين لا يتعرضون لهذه المنتجات مبكرًا أكثر عرضة للإصابة بالحساسية عند التعرض لها في وقت متأخر.

### الأدوية
قد يواجه حوالي 10٪ من الأشخاص حساسية تجاه البنسلين.لكنها تكون خطرة في 0.03٪ فقط من الأشخاص.

### لسعات الحشرات
يمكن لبعض لسعات الحشرات أن تولد ردود فعل تحسسية وتكون غالبًا إما حشرات لاذعة مثل الدبابير، والنحل والنمل أو حشرات قارضة مثل البعوض والقراد. تقوم الحشرات اللاذعة بحقن السم في الجسم، بينما تقوم الحشرات القارضة بحقن مضادات تخثرية.

### الوراثة
تُظهر بعض أمراض الحساسية ميولًا وراثيًا. من المحتمل أن يكون لدى التوأم نفس أمراض الحساسية حوالي 70٪ . تحدث الحساسية نفسها حوالي 40٪ في التوائم غير المتطابقة. من المرجح أن يكون لدى الآباء الذين يعانون من الحساسية أطفالًا مصابين ومن المرجح أن تكون حساسية هؤلاء الأطفال أكثر حدة من تلك الموجودة لدى أطفال الوالدين غير المصابين بالحساسية. ومع ذلك، فإن بعض أنواع الحساسية ليست متسقة مع الأنسا قد يكون لدى الآباء الذين لديهم حساسية من الفول السوداني أطفال لديهم حساسية من عشبة الرجيد. احتمالية الإصابة بالحساسية موروثة وتتعلق بعدم انتظام في جهاز المناعية.
تختلف مخاطر الحساسية وتطور الحساسية مع تقدم العمر، والأطفال الصغار هم الأكثر عرضة للخطر. أظهرت العديد من الدراسات أن مستويات IgE تكون أعلى في الطفولة وتنخفض بسرعة بين سن 10 و 30 عامًا. أعلى معدل لانتشار حمى القش هو بين الأطفال والشباب، كما أن الإصابة بالربو أكثر شيوعًا بين الأطفال دون سن العاشرة.
قد يلعب العرق دورًا في بعض أنواع الحساسية؛ ومع ذلك، كان من الصعب فصل العوامل العرقية عن التأثيرات والتغيرات البيئية. لقد تم اقتراح أن العوامل الجينية المختلفة هي المسؤولة عن الربو، على وجه التحديد، في الأشخاص من أصول أوروبية، وإسبانية، وآسيوية، وأفريقية.

### فرضية النظافة
تحدث أمراض الحساسية بسبب الاستجابات المناعية غير الملائمة لمولدات المضادات غير الضارة التي تنظمها استجابة مناعية بوساطة الخلايا التائية السماعدة TH2. تثير العديد من البكتيريا والفيروسات استجابة مناعية بوساطة TH1 ، والتي تنظم استجابات TH2. كانت أول تفسير مقترح لفرضية النظافة هي أن التحفيز غير الكافي لذراع TH1 للجهاز المناعي يؤدي إلى فرط نشاط ذراع TH2 ، مما يؤدي بدوره إلى الإصابة بأمراض الحساسية. بعبارة أخرى، لا يتعرض الأفراد الذين يعيشون في بيئة شديدة التعقيم لمسببات الأمراض الكافية لإبقاء الجهاز المناعي مشغولاً. نظرًا لأن أجسامنا قد تطورت للتعامل مع مستوى معين من هذه العوامل الممرضة، فعند عدم تعرضها لهذا المستوى من العوامل الممرضة، فإن الجهاز المناعي يهاجم المستضدات غير الضارة، وبالتالي فإن الجزيئات الطبيعية - مثل حبوب اللقاح - ستؤدي إلى استجابة مناعية.
تم تطوير فرضية النظافة لشرح ملاحظة أن حمى القش والأكزيما، وكلاهما من أمراض الحساسية، كانتا أقل شيوعًا لدى الأطفال في العائلات الكبيرة، والتي يُفترض أنهم معرضون لعوامل معدية أكثر من خلال أشقائها، مقارنة بالأطفال في العائلات الصغيرة . تم التحقيق على نطاق واسع في فرضية النظافة من قبل علماء المناعة وعلماء الأوبئة وأصبحت إطارًا نظريًا مهمًا لدراسة اضطرابات الحساسية. يتم استخدامها لشرح الزيادة في أمراض الحساسية التي شوهدت منذ التطور المطرد في البلدان الصناعية، وارتفاع معدل الإصابة بأمراض الحساسية في البلدان الأكثر تقدمًا. توسعت فرضية النظافة الآن لتشمل التعرض للبكتيريا والطفيليات التكافلية كمحولات مهمة لتطور جهاز المناعة، جنبًا إلى جنب مع العوامل المعدية.
تدعم البيانات الوبائية فرضية النظافة. أظهرت الدراسات أن الأمراض المناعية وأمراض المناعة الذاتية المختلفة أقل شيوعًا في البلدان النامية منها في البلدان الصناعية . تظهر الدراسات في العالم الثالث زيادة في الاضطرابات المناعية مع ازدياد الثراء في البلدان التي يفترض أنها أكثر نظافة. ارتبط استخدام المضادات الحيوية في السنة الأولى من العمر بالإصابة بالربو وأمراض الحساسية الأخرى. ارتبط استخدام منتجات التنظيف المضادة للبكتيريا أيضًا بارتفاع معدل الإصابة بالربو، كما هو الحال عند الولادة القيصرية بدلاً من الولادة المهبلية.

### الإجهاد
يمكن أن يؤدي الإجهاد المزمن إلى تفاقم حالات الحساسية. يُعزى هذا إلى تثبيط الخلية التائية المساعدة (TH2) بواسطة كل من الجهاز العصبي اللاإرادي والمحور الوطائي - النخامي - الكظري. قد تؤدي إدارة الإجهاد لدى الأفراد المعرضين بشدة للإصابة إلى تحسين الأعراض.

### عوامل بيئية أخرى
تعتبر أمراض الحساسية أكثر شيوعًا في البلدان الصناعية منها في البلدان الريفية أو الزراعية، حيث يرتفع معدل الحساسية بين سكان الحضر مقارنة بسكان الريف، على الرغم من أن هذه الاختلافات أصبحت أقل .
توجد الديدان المعوية والطفيليات المماثلة في مياه الشرب غير المعالجة أظهرت الأبحاث الحديثة أن بعض الطفيليات الشائعة، مثل الديدان المعوية (مثل الديدان الخطافية)، تفرز مواد كيميائية في جدار الأمعاء (وبالتالي، مجرى الدم) التي تثبط جهاز المناعة وتمنع الجسم من مهاجمة الطفيل. يدعم هذا النوع من التلاؤم نظرية التطور المشترك للبشر والطفيليات الذي أدى إلى نظام مناعي يعمل بشكل صحيح فقط في وجود الطفيليات. بدونها، يصبح الجهاز المناعي غير متوازن ومفرط الحساسية. على وجه الخصوص، تشير الأبحاث إلى أن الحساسية قد تتزامن مع تأخر تكوّن النبيت الجرثومي المعوي عند الرضع. ومع ذلك، فإن الابحاث التي تدعم هذه النظرية متضاربه، حيث أظهرت بعض الدراسات التي أجريت في الصين وإثيوبيا زيادة في الحساسية لدى الأشخاص المصابين بالديدان المعوية. بدأت التجارب السريرية لاختبار فعالية بعض الديدان في علاج بعض أنواع الحساسية.

## الفيزيولوجيا المرضية

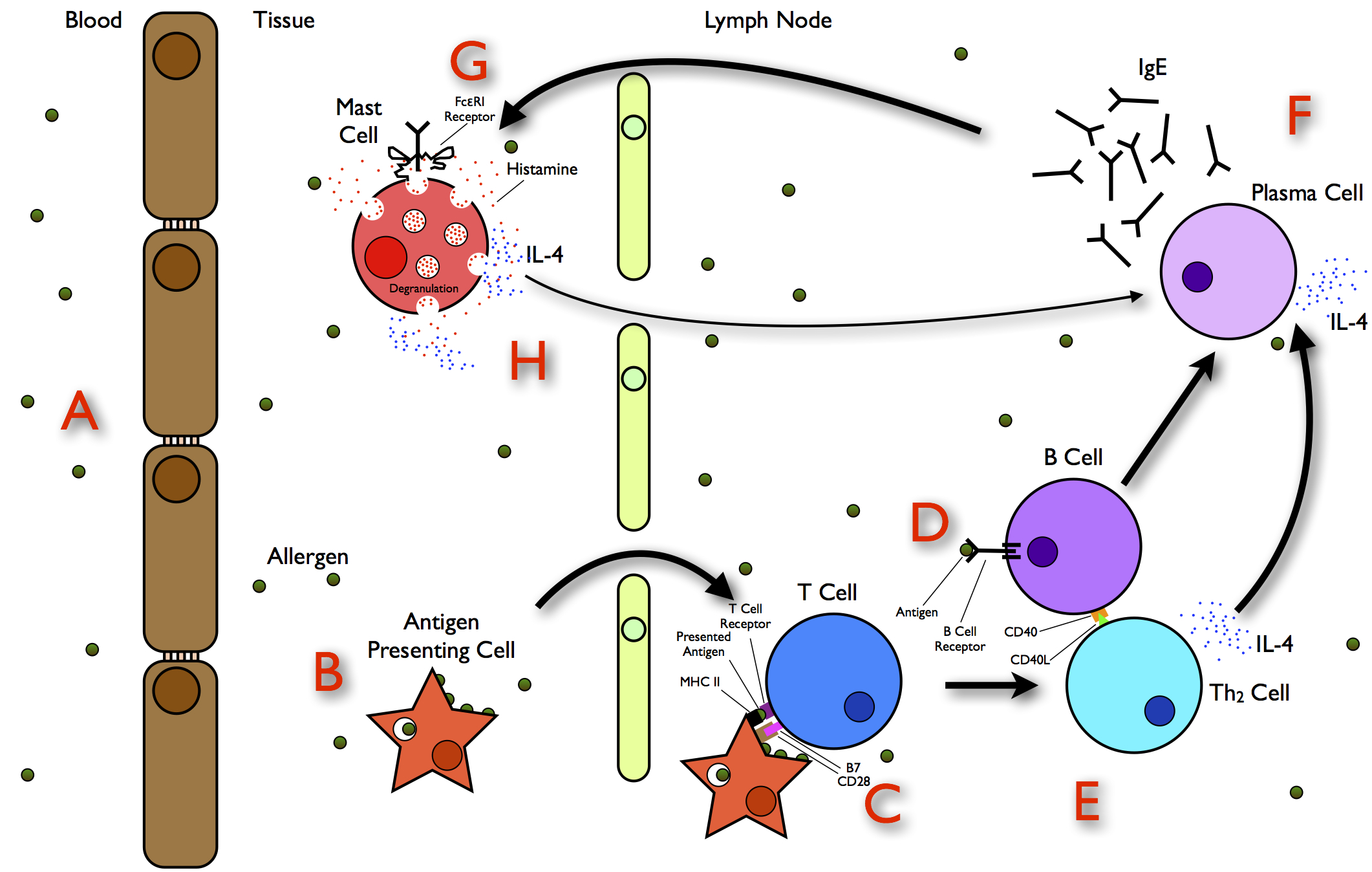
مخطط يشرح آلية الحساسية

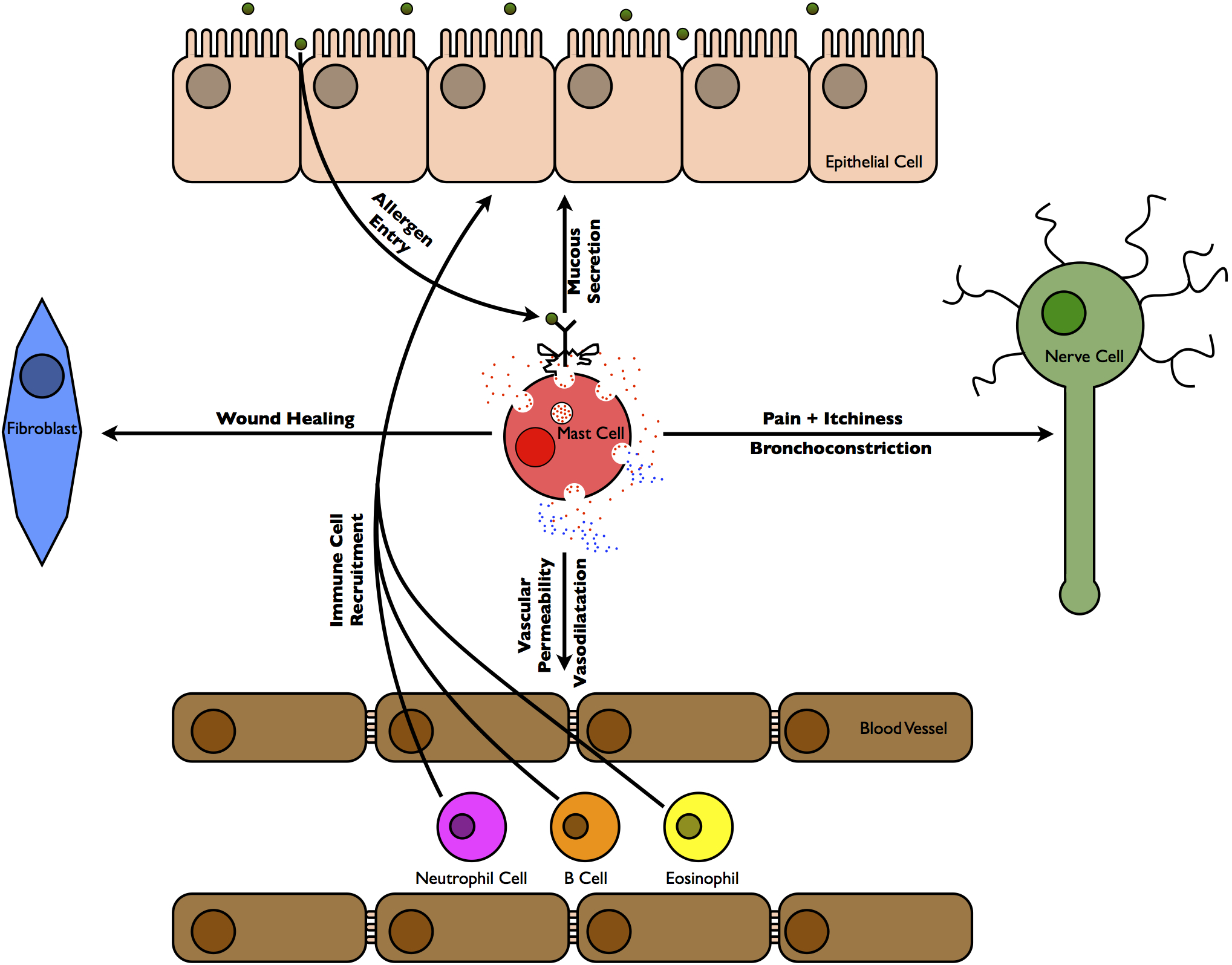

### استجابة المرحلة الحادة
يتسبب تفاعل فرط الحساسية من النوع الأول ضد مسببات الحساسية التي تمت مواجهتها لأول مرة والذي قدمته خلية متخصصة في تقديم المستضد- في حدوث استجابة في نوع من الخلايا المناعية تسمى الخلايا الليمفاوية المساعدة TH2 ، وهي مجموعة فرعية من الخلايا التائية التي تنتج سيتوكين يسمى إنترلوكين 4 (IL-4). تتفاعل خلايا هذه الخلايا التائية TH2 مع خلايا ليمفاوية أخرى تسمى الخلايا البائية، والتي يتمثل دورها في إنتاج الأجسام المضادة. يحفز هذا التفاعل الخلية B لإنتاج كمية كبيرة من نوع معين من الأجسام المضادة المعروفة باسم IgE. يدور الجسم المضاد هـ (IgE) في الدم ويرتبط بمستقبلاته (FcεRI) الموجودة على أسطح الخلايا البدينة والخلايا القاعدية، وكلاهما يشارك في الاستجابة الالتهابية الحادة. الخلايا المناعية التي تحمل على سطحها هذا الجسم المضاد تكون حساسة لمسببات الحساسية.
وفي حالة تعرض الجسم لاحقًا لنفس المادة المسببة للحساسية، يمكن لمسبب الحساسية الارتباط بجزيئات IgE الموجودة على سطح الخلايا البدينة أو الخلايا القاعدية. يحدث ارتباط مستقبلات IgE و Fc عندما يتفاعل أكثر من مركب من مستقبلات IgE مع نفس الجزيء المسبب للحساسية وينشط الخلية . تخضع الخلايا البدينة المنشطة والخلايا القاعدية لعملية تسمى التحلل، حيث يتم إطلاق الهيستامين والوسائط الالتهابية الأخرى مثل (السيتوكينات والإنترلوكينات والليوكوترين والبروستاجلاندين)- من حبيباتها إلى الأنسجة المحيطة مما يتسبب في العديد من التأثيرات الجهازية، مثل توسع الأوعية وزيادة إفراز المخاط، وتحفيز الأعصاب، وطفح جلدي، وسيلان للأنف والدموع، وضيق التنفس والتأق. اعتمادًا على الفرد المصاب ومسبب الحساسية، يمكن أن تكون الأعراض على مستوى جهاز أو عضو معين مثل الاكزيما الجلدية أو عامة على جميع أجهزة الجسم .

### استجابة المرحلة المتأخرة
يمكن أن تحدث استجابات المرحلة المتأخرة ويرجع هذا إلى هجرة الكريات البيض مثل العادلات، والخلايا الليمفاوية، والحمضات، والبالعات إلى المواقع الأولى. عادة ما يظهر التفاعل بعد 2-24 ساعة من التفاعل الأولي. قد تلعب السيتوكينات من الخلايا البدينة دورًا في استمرار التأثيرات طويلة المدى. تختلف استجابات المرحلة المتأخرة في الربو اختلافًا طفيفًا عن تلك التي تظهر في استجابات الحساسية الأخرى، على الرغم من أنها لا تزال ناتجة عن إطلاق وسائط التهابية من الخلايا الحمضية ولا تزال تعتمد على تنشيط خلايا TH2.

### التهاب الجلد التماسي التحسسي
على الرغم من أن التهاب الجلد التماسي التحسسي يشير عادة إلى فرط الحساسية من النوع الأول، فإن الفيزيولوجيا المرضية الخاصة به تتضمن تفاعلًا يتشابه مع تفاعل فرط الحساسية من النوع الرابع. حيث يحدث تنشيط لأنواع معينة من الخلايا التائية (CD8 +) التي تعمل على تدمر الخلايا المستهدفة عند التلامس معها.

## التشخيص

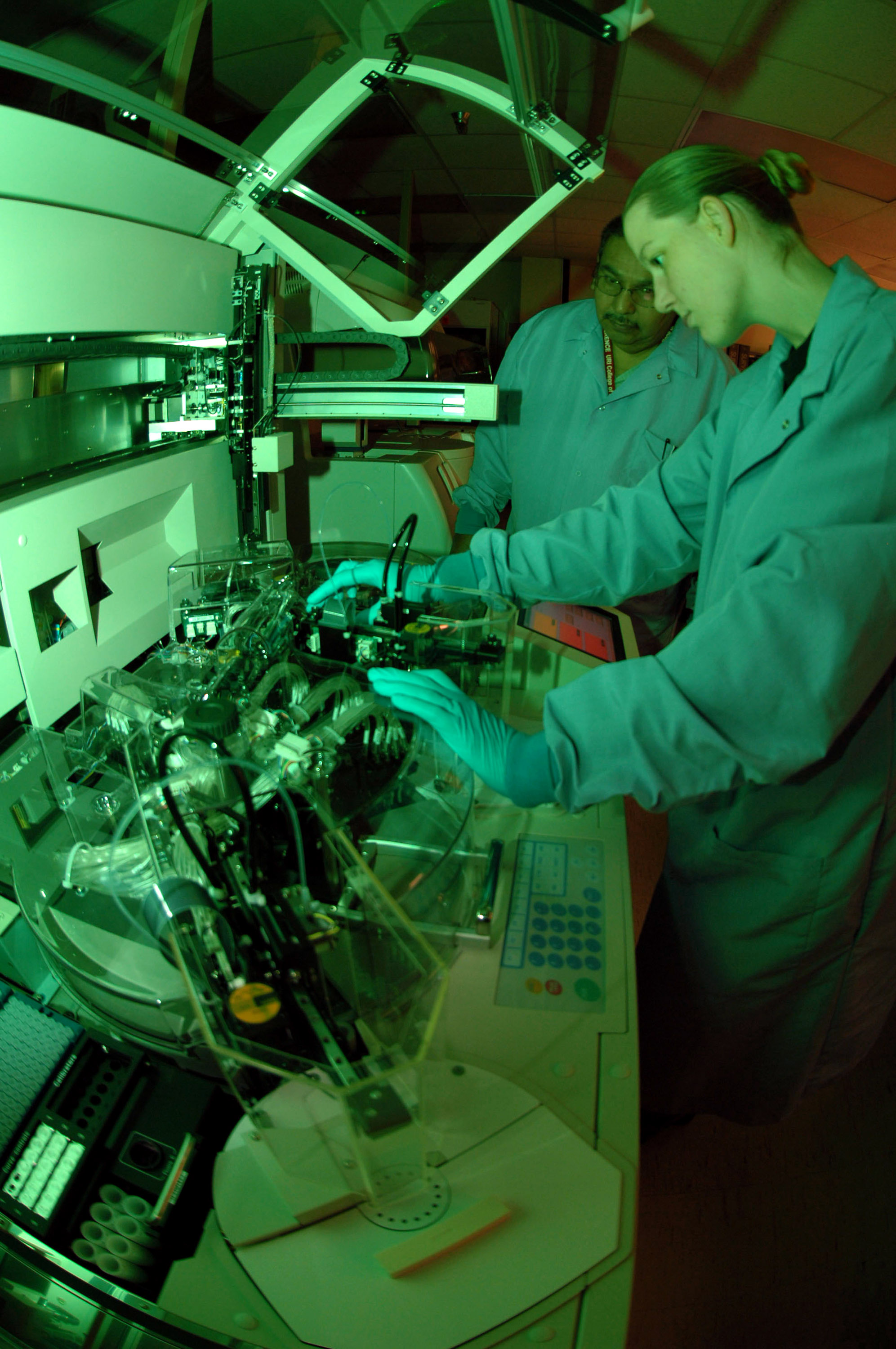
آلة تشخيص الحساسية

تعتمد الإدارة الفعالة لأمراض الحساسية على القدرة على إجراء تشخيص دقيق. يمكن أن يساعد اختبار الحساسية في تأكيد أو استبعاد الحساسية. إن التشخيص الصحيح، وتقديم المشورة، ونصائح تجنب مسببات الحساسية بناءً على نتائج اختبار الحساسية تقلل من حدوث الأعراض والحاجة إلى الأدوية، كما تعمل على تحسين نوعية الحياة. لتقييم وجود الأجسام المضادة IgE الخاصة بمسببات الحساسية، يمكن استخدام طريقتين مختلفتين: اختبار وخز الجلد، واختبار حساسية الدم. يوصى بكلتا الطريقتين، ولهما قيمة تشخيصية متشابهة.
اختبارات وخز الجلد واختبارات الدم فعالة من حيث التكلفة على حد سواء . توفر التشخيصات المبكرة والأكثر دقة لنوع مسبب الحساسية من تكلفة الاستشارات والإحالات إلى الرعاية الثانوية والتشخيص الخاطئ والمخاطر.
تخضع الحساسية لتغييرات ديناميكية بمرور الوق يوفر اختبار الحساسية المنتظم لمسببات الحساسية ذات الصلة معلومات حول ما إذا كان يمكن تغيير نوعية الحياة والنظام الغذائي وكيفية ذلك. غالبًا ما يكون الاختبار السنوي هو الشائع لتحديد ما إذا كانت الحساسية تجاه الحليب والبيض وفول الصويا والقمح قد تم تجاوزها، يتم تمديد فترة الاختبار إلى 2-3 سنوات لحساسية الفول السوداني وجوز الأشجار والأسماك والمحار والقشريات. يمكن لنتائج اختبار الحساسية أن تساعد على تحديد ما إذا كان من الآمن إدخال الأطعمة المسببة للحساسية في النظام الغذائي ومتى يكون ذلك آمنًا.

### اختبار وخز الجلد

اختبار وخز الجلد في الذراع

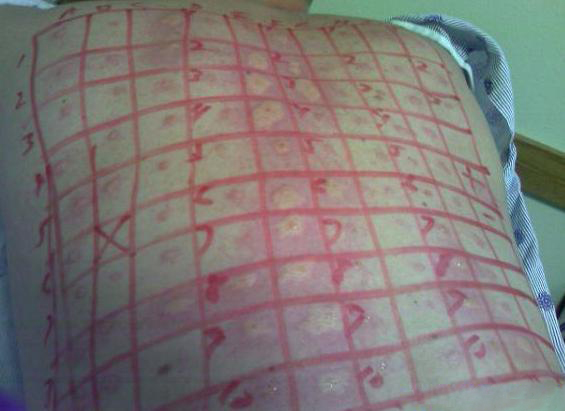
اختبار الحساسية في الظهر

يُعرف اختبار حساسية الجلد أيضًا باسم اختبار البزل أو اختبار الوخز نظرًا لسلسلة الثقوب الدقيقة التي يتم إجراؤها في جلد المريض. يتم إدخال كميات صغيرة من المواد المسببة للحساسية مثل، حبوب اللقاح، وبروتينات العث، ومستخلص الفول السوداني - إلى الجلد الموسوم بقلم أو بصبغة. يتم استخدام جهاز بلاستيكي أو معدني صغير لثقب الجلد . في بعض الأحيان، تُحقن المواد المسببة للحساسية داخل الأدمة في جلد المريض. تشمل المناطق الشائعة للاختبار الساعد والظهر.
إذا كان المريض يعاني من حساسية تجاه المادة المحقونة، فعادةً ما يحدث تفاعل التهابي واضح في غضون 30 دقيقة. تتسبب هذه الاستجابة باحمرار طفيف على الجلد. عادة ما يتم تفسير نتائج اختبار وخز الجلد من قبل أخصائيي الحساسية حسب مقاييس معينة.
إذا كان اختبار وخز الجلد ينطوي على مخاطر قد تهدد حياة المريض، فإن بعض أخصائيو الحساسية يفضلون فحص الدم الأولي قبل إجراء اختبار وخز الجلد. قد لا تكون اختبارات الجلد خيارًا جيدًا إذا كان المريض يعاني من مرض جلدي أو تناول مضادات الهيستامين في الأيام القليلة الماضية.

### اختبار الرقعة

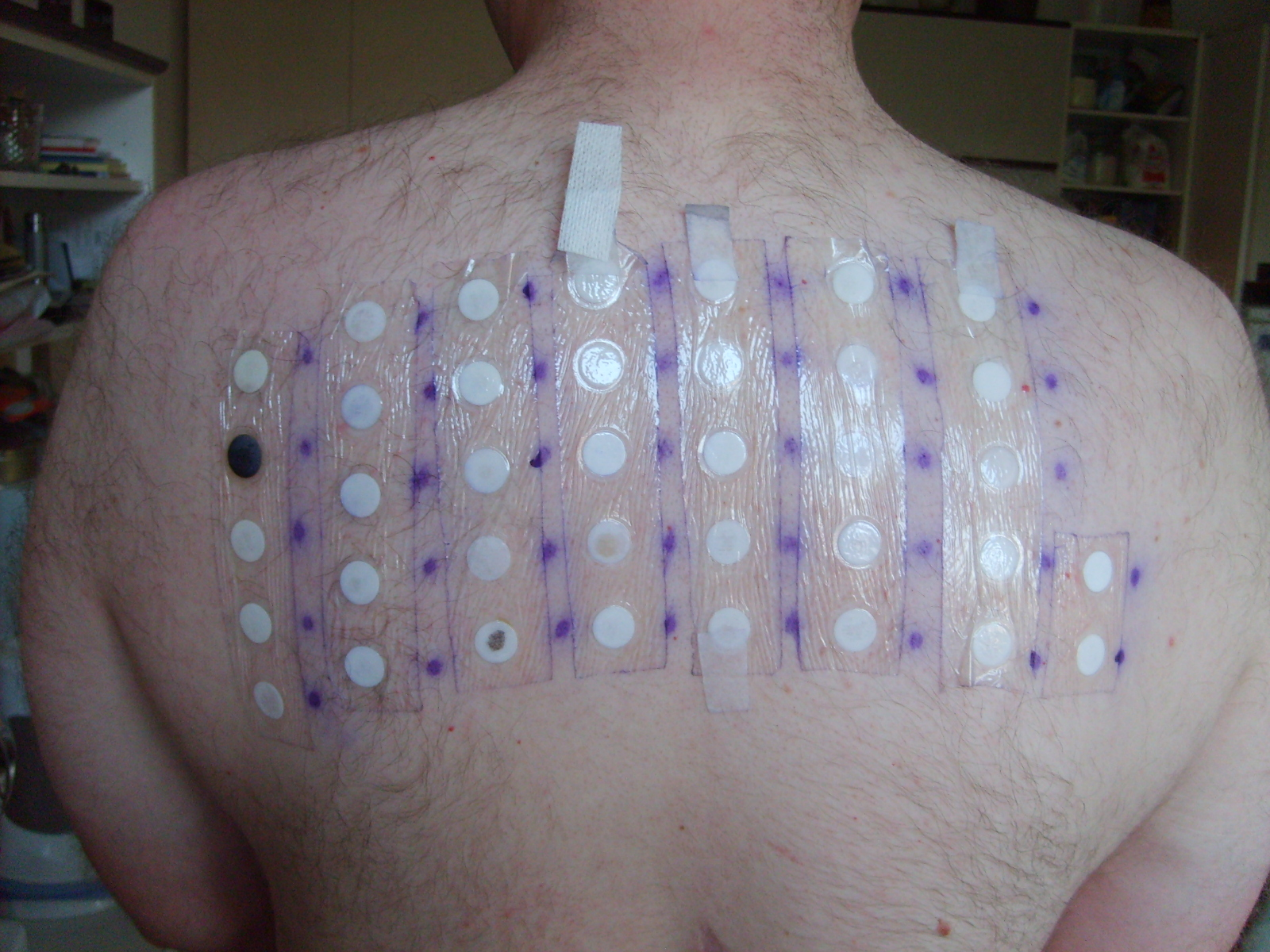
اختبار البقعة

اختبار البقعة هو طريقة تستخدم لتحديد ما إذا كانت مادة معينة تسبب التهاب الجلد التماسي. حيث تختبر ردود الفعل التحسسية تجاه مادة معينة. يتم وضع لاصق تُعالج عادةً بعدد من المواد الكيميائية المسببة للحساسية أو محفزات الجلد الشائعة، على الظهر. ثم يتم فحص الجلد بحثًا عن أي ردود فعل تحسسية محتملة مرتين على الأقل ، مرة بعد 48 ساعة من وضع اللاصق ، ومرة أخرى بعد يومين أو ثلاثة أيام.

### فحص الدم
يُعد اختبار حساسية الدم سريعًا وبسيطًا . على عكس اختبار وخز الجلد، يمكن إجراء اختبار الدم بغض النظر عن العمر وحالة الجلد والأدوية والأعراض ونشاط المرض والحمل. يمكن للبالغين والأطفال في أي عمر إجراء اختبار حساسية.
يتوفر اختبار حساسية الدم في معظم المعامل. يتم إرسال عينة من دم المريض إلى المختبر لقياس تركيز الأجسام المضادة IgE في الدم. . يعتبر اختبارات حساسية الدم آمنة للغاية ، حيث لا تحمل أي مخاطر. تزيد نتائج اختبار IgE الكمي من إمكانية توصيف كيفية تأثير المواد المختلفة على الأعراض. القاعدة العامة هي أنه كلما زادت تركيز الأجسام المضادة IgE ، زادت احتمالية ظهور الأعراض. يمكن أن تساعد المواد المسببة للحساسية الموجودة بمستويات منخفضة والتي لا تسبب ظهور الأعراض على فورها في التنبؤ في إمكانية ظهور الأعراض لاحقًا. يمكن أن تساعد نتيجة حساسية الدم الكمية في التنبؤ بتطور المرض ومتابعته ، وتقدير مخاطر ردود الفعل التحسسية الشديدة .
إن انخفاض مستويات الأجسام المضادة IgE غير كافٍ لاستبعاد الاستجابة لمسببات الحساسية. تم استخدام الطرق الإحصائية ، مثل منحنيات ROC وحسابات القيمة التنبؤية ونسب الاحتمالية لفحص العلاقة بين طرق الاختبار المختلفة مع بعضها البعض. أظهرت هذه الطرق أن المرضى الذين لديهم إجمالي IgE مرتفع لديهم احتمالية عالية للتحسس.

### آخرى
اختبار الرفض: يتم اختبار الرفض بادخال كميات صغيرة من مسببات الحساسية المشتبه بها في اثارة الحساسية إلى الجسم عن طريق الفم أو من خلال الاستنشاق. نادرًا ما يتم إجراء مثل هذا النوع من اختبار الحساسية. عند اختيار هذا النوع من الاختبارات ، يجب أن يتم الإشراف عليه عن كثب من قبل أخصائي الحساسية..
اختبارات غير موثوقة: هناك أنواع أخرى من طرق اختبار الحساسية غير الموثوق بها ، بما في ذالك اختبار الحساسية من خلال اختبار السمية الخلوية ، والحقن الذاتي للبول ، ومعايرة الجلد (طريقة رينكل)، والاختبار الاستفزازي والتحييد (تحت الجلد) أو الاستفزاز تحت اللسان .

## الوقاية
تم ربط تناول الأطعمة المختلفة أثناء الحمل بالإكزيما. وتشمل الكرفس والحمضيات والفلفل والسمن والزيوت النباتية. قد يساعد تناول كميات كبيرة من مضادات الأكسدة والزنك والسيلينيوم أثناء الحمل في منع الحساسية. ويرتبط هذا بتقليل خطر الإصابة بالربو والأكزيما في مرحلة الطفولة. قد تساعد مكملات البروبيوتيك التي يتم تناولها أثناء الحمل أو الرضاعة على منع التهاب الجلد التأتبي. بعد الولادة ، قد يؤدي الإدخال المبكر للطعام الصلب والتنوع العالي قبل الأسبوع السابع عشر إلى زيادة خطر إصابة الطفل بالحساسية. تشير الدراسات إلى أن إدخال الأطعمة الصلبة وتجنب الأطعمة شديدة الحساسية مثل الفول السوداني خلال العام الأول لا يساعد في الوقاية من الحساسية.

## العلاج

### أدوية
يتم استخدام العديد من الأدوية لمنع افراز الوسائط الالتهابية ، أو لمنع تنشيط الخلايا البدينة وعمليات تحرير الوسائط الالتهابية من حبيبات الخلايا البدينة . وتشمل هذ النوع أدوية مضادات الهيستامين، والإبينفرين، ومثبتات الخلايا البدينة ، وعوامل مضاد الليوكوترين ، وهي علاجات شائعة لأمراض الحساسية. تُستخدم أيضًا مضادات الكولين ومزيلات الاحتقان. ويعد العلاج بالادرينالين منقذ للحياة في حالة التأق.

### العلاج المناعي

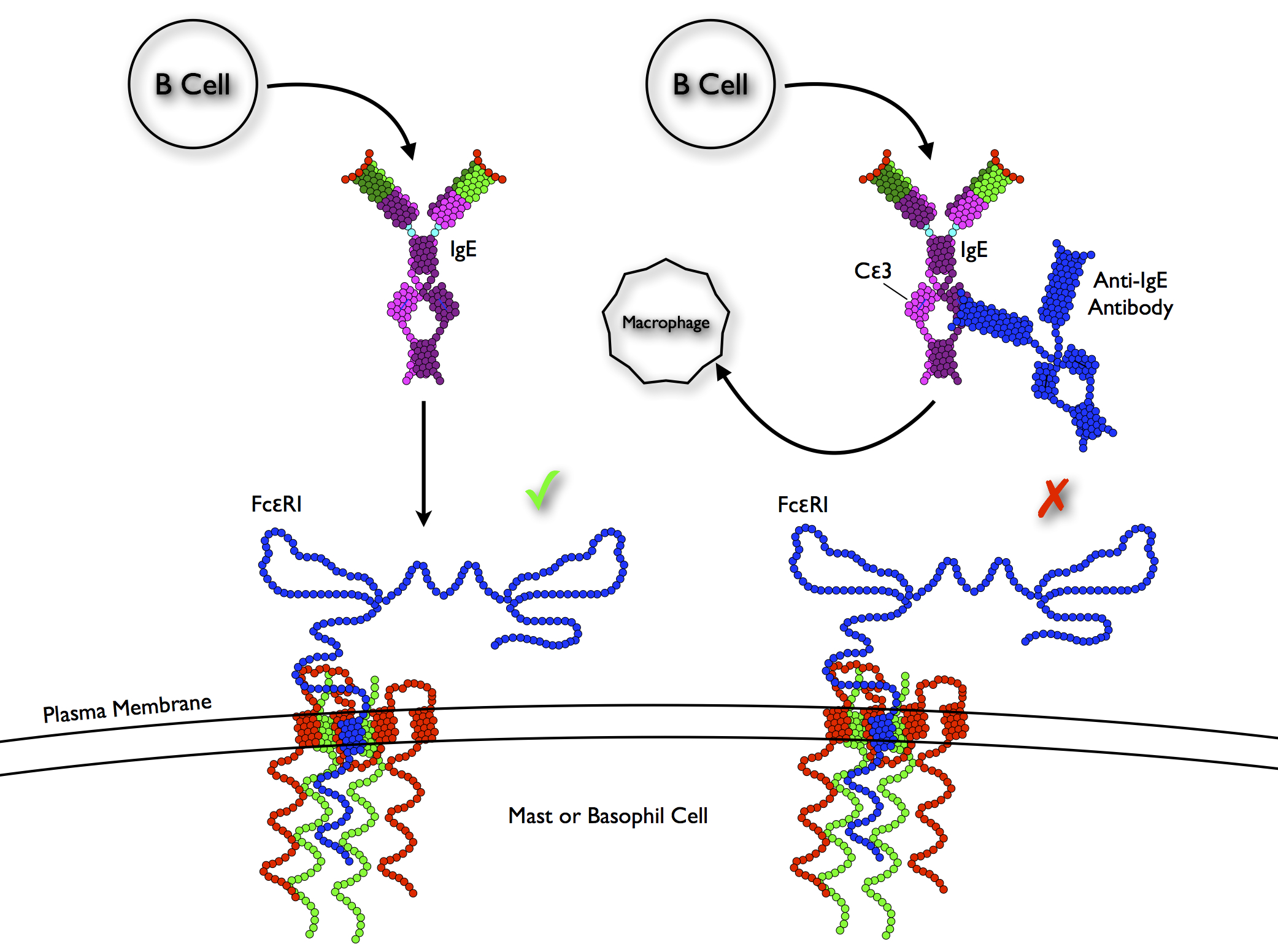

العلاج المناعي لمسببات الحساسية مفيد في حالات الحساسية البيئية ، والحساسية من لدغات الحشرات ، والربو. فائدته في الحساسية الغذائية غير واضحة وبالتالي لا ينصح به. يتضمن العلاج المناعي تعريض الأشخاص لكميات أكبر وأكبر من مسببات الحساسية تدريجيًا حتى يتكيف لها الجهاز المناعي ولا يُحدث ضدها استجابة مناعية في المستقبل.
وجدت التحليلات أن حقن المواد المسببة للحساسية تحت الجلد فعالة في علاج حساسية الأنف عند الأطفال والربو. يعتبر العلاج عن طريق تعريض الاشخاص لمسببات الحساسية تدى يجيا آمن وفعال بشكل عام لحساسية الأنف والتهاب الملتحمة والحساسية من والحشرات اللاذعة.

## دور الرضاعة الطبيعية في الحساسية
قدمت الجمعية الألمانية لأمراض الحساسية والجمعية الألمانية لأمراض الطفل نتائج أبحاثهما حتى عام 2016.
تدل الدراسات على أن الرضاعة الطبيعية مفيدة للطفل. وتنصح الدراسات بأن الرضاعة من الأم لا بد وأن تكون خلال الأربعة أشهر الأولى من عمر الوليد على الأقل، حيث أن ذلك يقلل من حدوث حساسية للطفل أثناء عمره. كما ينصح تقرير الجمعيتين بأن بداية إعطاء الطفل غذاء عاديا يجب أن يتواصل مع الإرضاع وليس أن يكون بعد فطم الطفل . تلك النصائح تقلل من احتمال إصابة الطفل بالحساسية خلال عمره ؛ وتشير الدراسات إلى أن هذا النظام يقلل من احتمال إصابة الطفل بالداء الزلاقي (حساسية القمح).
كما تشير الدراسات الطبية أن للسمك في تغذية الطفل مفعول جيد في هذا السبيل. فأكل الأسماك جيد للأم أثناء الرضاعة، وتغذية الطفل بالسمك حسن خلال السنة الأولى من عمره. وكلما تنوع غذاء الطفل خلال 12 شهر الأولى من عمره فهو يكون محصنا ضد الإصابة بمرض الربو أو حساسية الأنف.
إذا لم تستطع الأم رضاعة الطفل فيمكنها شراء لبن اصطناعي معالج بطريقة خاصة تعمل على تفتيت البروتين وتجعله سهلا للهضم ؛ طريقة معالجة الحليب الاصطناعي تسمى حلمهة (أي التحلل المائي). يمكن شراء هذا الحليب الاصطناعي المعالج بطريقة الحلمهة من الصيدليات.